# Estamariu
Estamariu är en kommun i Spanien.   Den ligger i provinsen Província de Lleida och regionen Katalonien, i den nordöstra delen av landet, 500 km öster om huvudstaden Madrid. Antalet invånare är 122. Arean är 21,2 kvadratkilometer. Estamariu gränsar till Les Valls de Valira, El Pont de Bar, Arsèguel, Alàs i Cerc och La Seu d'Urgell. 
Terrängen i Estamariu är lite bergig.